# Richie Sambora
Richard Stephen Sambora, detto Richie (Perth Amboy, 11 luglio 1959), è un chitarrista statunitense, produttore, musicista e cantautore.
È conosciuto soprattutto per essere stato il chitarrista della rock band Bon Jovi dalla formazione del gruppo nel 1983 fino al 2014. Assieme al frontman Jon Bon Jovi ha contribuito alla stesura dei testi e delle musiche della band. È anche un artista solista, avendo pubblicato gli album Stranger in This Town (1991), Undiscovered Soul (1998) e Aftermath of the Lowdown, uscito in Italia il 25 settembre 2012.
Dal 2006 è membro della Songwriters Hall of Fame. La rivista Time ha definito Richie Sambora come uno dei migliori chitarristi di tutti i tempi, mentre la prestigiosa rivista inglese Total Guitar ha inserito Richie Sambora al 28º posto nella classifica dei 100 migliori chitarristi di sempre e Guitar World lo inserisce al 58º posto tra i migliori chitarristi metal.

## Biografia
Unico figlio di Adam, di origini italiane, e Joan, di origini polacche, Sambora è cresciuto nella città di Woodbridge, nel New Jersey.
La sua propensione per la musica si è manifestata molto precocemente, iniziando a suonare fisarmonica, tromba, sassofono, pianoforte, batteria, e a partire dai 12 anni e mezzo la chitarra, sulla scia della morte del leggendario Jimi Hendrix, avvenuta nel 1970. Già all'epoca risentiva molto delle influenze blues e del rock'n'roll anni sessanta, ed in particolare si ispirava ad Eric Clapton, Jeff Beck, Stevie Ray Vaughan, Johnny Winter, Jimmy Page, Joe Perry e naturalmente Jimi Hendrix. E anche alle sonorità della musica spagnola, da cui è nata la sua duratura passione per lo stile chitarristico spagnolo. In seguito, riprendendo anche la tecnica di Eddie Van Halen, ha saputo maturare uno stile molto personale che lo ha portato verso sonorità maggiormente legate al rock blues. Richie Sambora utilizza spesso un effetto chiamato Talk box in brani ormai diventati storici quali Livin' on a Prayer, It's My Life e nella recente We Got It Going On.
Sambora inizia a suonare alla fine degli anni settanta in locali e pub del New Jersey con varie band e musicisti tra cui Bruce Foster e Dean Fasano, personaggi già noti nella scena rock locale. Con Foster forma nel 1978 gli Shark Frenzy le cui prime incisioni sono state ristampate recentemente.
Nel 1980 è poi la volta dei Message sempre con Fasano, Foster e il bassista Alec John Such con cui Sambora si ritroverà poi nei Bon Jovi; all'età di 18 anni ottenne il suo primo contratto discografico debuttando con l'album Lessons (anche questo ristampato ma solo per il mercato nipponico nel 1997). Il disco autoprodotto fu stampato solo in 1800 copie, tutte esaurite nelle vendite dopo gli show. I Message apparvero dal vivo in piccoli tour sulla costa est ed ebbero la possibilità di aprire alcune date per il tour di Joe Cocker. Pur avendo raggiunto un buon successo, nel 1982 la band si trovò costretta allo scioglimento in seguito a varie difficoltà economiche.
In seguito, Sambora tornò in tour con Joe Cocker, suonò con un gruppo di nome Mercy ed effettuò un provino per entrare nei Kiss. Nel 1983 partecipò al film Staying Alive, interpretato da John Travolta e diretto da Sylvester Stallone. Mentre militava nei Message, venne notato da Jon Bon Jovi e Alec John Such durante un'esibizione in un locale: Alec disse di conoscerlo, e Jon gli chiese immediatamente di contattarlo per un provino, dove, sfoderando tutta la sua abilità chitarristica, Richie si guadagnò il posto ufficiale nei Bon Jovi in cui, con i suoi riff e arrangiamenti, ha contribuito a creare il suono e lo stile che li ha portati al successo, fino al traguardo dei 100 milioni di copie vendute.
Il 29 aprile 2011 i Bon Jovi, tramite un comunicato stampa, hanno annunciato che Sambora sarebbe stato assente "a tempo indeterminato" dal tour in corso, avendo egli espresso la precisa volontà di volersi far ricoverare in clinica per riuscire a superare meglio sia i problemi di alcolismo, che di stress accumulato. Il resto della band aveva inoltre precisato che il chitarrista era da considerarsi ancora un componente effettivo dei Bon Jovi. Richie tornò sul palco durante i concerti del tour a partire dal 7 giugno 2011. Nel 2013, poco prima di esibirsi a Calgary durante il Because We Can tour, Richie Sambora lascia improvvisamente la band, adducendo "motivi personali" alla sua scelta. Il 13 novembre 2014, Jon Bon Jovi annuncia l'uscita dai Bon Jovi di Richie Sambora.
Da giugno 2014 ha condiviso il progetto musicale RSO con la collega e compagna Orianthi. Nell'estate del 2018, i due hanno comunemente annunciato la fine del loro rapporto, ringraziando i fan per il loro supporto. Il 14 aprile 2018 i Bon Jovi sono stati inseriti nella Rock and Roll Hall of Fame e per l'occasione la band si è esibita insieme agli ex-membri Richie Sambora e Alec John Such.

## Carriera solista
Nel 1991, 1998 e 2012 durante tre pause del suo gruppo, Sambora ha inciso i suoi tre album solisti, Stranger in This Town, Undiscovered Soul e Aftermath Of The Lowdown
Stranger In This Town è un album dalle sonorità blues, che, nonostante il parere favorevole della critica, commercialmente non ha avuto il dovuto successo, avendo un tono più maturo e distante dal consueto contesto bongioviano. Eric Clapton ha eseguito le parti soliste nella traccia Mr. Bluesman, con Richie alla chitarra acustica. In più, figurano anche i compagni di band Tico Torres e David Bryan.
Undiscovered Soul presenta un'innegabile matrice autobiografica, contenendo frequenti riferimenti al Sambora marito e padre. Anche in questo caso vi sono le consuete sonorità blues sapientemente mischiate al rock, con qualche cenno vagamente new Age nella title track.
Il suo terzo album solista, Aftermath of the Lowdown, pubblicato il 25 settembre 2012 ritrae sonorità Hard rock, Blues rock e Pop rock.
Sambora ha inoltre pubblicato 2 canzoni soliste in una propria pausa della band intitolate: Come Back As Me ed Engine 19.

## Vita privata
Sambora è stato sposato con l'attrice Heather Locklear, da cui ha avuto la figlia Ava Elizabeth (4 ottobre 1997).
Nel febbraio 2006, dopo 12 anni di matrimonio, sua moglie chiese il divorzio adducendo incompatibilità inconciliabili. La sentenza venne pronunciata nell'aprile 2007, pochissimi giorni prima che suo padre, Adam Sambora, morisse. Lo stress generato da questi due eventi portò il chitarrista ad un consumo eccessivo di alcool, per cui si rese necessario un ricovero in una clinica per alcuni giorni. Ancora prima di entrare in clinica, il 25 marzo 2008, Sambora venne arrestato dalla polizia di Laguna Beach, California, per guida in stato di ebbrezza. La presenza nell'auto della figlia Ava gli complicò la vicenda giudiziaria, facendogli rischiare un'accusa di molestie a minore. Dopo alcune ore di detenzione, Sambora venne rilasciato, ma i test effettuati rivelarono una concentrazione di alcol nel sangue pari allo 1.3% (a fronte di un limite di 0.8%). La vicenda si concluse con una multa di 1600 dollari, tre anni in libertà vigilata e l'obbligo di frequentare un corso di scuola guida.
Nel 2004 fondò insieme all'amico e compagno di band Jon Bon Jovi i Philadelphia Soul, squadra che milita nel campionato di football AFL.
Sempre nel 2004 ricevette una laurea ad honorem in Letteratura dalla Kean University del New Jersey. In gioventù aveva frequentato per qualche tempo questo ateneo come matricola, prima di lasciare gli studi e diventare musicista.

## L'impegno nel sociale
Negli anni, Sambora si è impegnato attivamente anche nel campo della beneficenza, contribuendo a svariati progetti, tra i quali figura anche la fondazione Michael J. Fox sulla malattia di Parkinson, il progetto MusiCares, l'impegno per aiutare cani e gatti abbandonati e bambini in difficoltà, oltre ai vari progetti intrapresi in collettivo dai Bon Jovi. Ha anche donato in forma privata per numerose istituzioni per la lotta contro il cancro, in modo particolare a seguito della morte dell'amato padre. Nel 2008 ha donato tre ambulanze attrezzate alla città di New York, con lo scopo di prestare soccorso a chi non può permettersi di farsi curare in modo adeguato, nonché di fornire informazioni sulla malattia, nell'ambito del progetto Stand Up For A Cure. Un altro progetto a cui si è vivamente interessato riguarda il caso di Kelly Mahon, una ragazza sua concittadina a cui è stata diagnosticata una complicata forma di tumore al cervello. Grazie a varie iniziative, sono stati raccolti fondi per una raccolta denominata You Can Go Home, per aiutare la sua famiglia a sostenere le costose spese mediche; ulteriori progetti potrebbero essere approntati nel caso Kelly dovesse mai far ritorno in casa, affinché si possano rendere necessari gli interventi di modifica strutturale all'abitazione.
Richie Sambora inoltre ha finanziato una nuova palestra che è stata aperta presso la scuola che frequentò da ragazzo, la Woodbridge High School, dedicata a suo padre Adam.
La cittadina di Woodbridge, per rendere omaggio al suo figlio più famoso e sottolinearne l'impegno filantropico nei confronti di Kelly, ha dedicato la strada che conduce alla scuola al chitarrista. La via è ora ufficialmente Richie Sambora Way.

## Chitarre
Sambora è famoso per aver utilizzato una vasta gamma di strumenti durante la sua carriera. Possiede una larga collezione di chitarre che vanta più di 120 esemplari. Durante gli anni ottanta, ha suonato per lo più modelli Kramer e Jackson Guitars, così come esemplari Les Paul.
Nel decennio successivo lo si è visto suonare con svariate chitarre, tra cui spicca un modello custom Jackson di colore nero, assieme a Fender e Gibson.
Nel periodo compreso tra il 2003 ed il 2006, compaiono tra le sue mani altri numerosi esemplari, alcuni dei quali appositamente costruiti per lui dal suo tecnico Chris Hofschneider, e poi Zemaitis, Floyd Rose, Ovation, Taylor e Martin, modelli vintage e Custom Shop di Gibson e Fender, e alcuni pezzi dalla sua collezione. Nel 2008 la ESP Guitars ha creato il suo nuovo modello signature, la "SA-2".
Nel live a Mosca del 1989, prima di suonare Wanted Dead Or Alive, Richie ha improvvisato con una Ovation a 3 manici.
Il 9 ottobre del 2012, prima del suo concerto solista ad Amsterdam, gli viene consegnata dal fan club Italiano una chitarra Paoletti Custom modello "Wine Stratospheric" realizzata appositamente per lui dal liutaio Italiano Fabrizio Paoletti.
Si stima che la collezione di chitarre di Richie valga più di 150 milioni di dollari.

## Altre collaborazioni ed apparizioni
Richie è apparso in Staiyn' alive film con John Travolta. Era il chitarrista della band di Frank Stallone.
Sambora è apparso in cameo in The Sims Superstar.
È presente nel brano Baby (Rock Remix), tratto dall'album di LL Cool J, Exit 13.
Compare in via straordinaria nell'album A Man Amongst Men di Bo Diddley, suonando nei brani Can I Walk You Home e Oops! Bo Diddley.
Lo si può udire cantare in sottofondo Long Way Around nella scena finale del film d'azione di Steven Seagal Fire Down Below, in cui collabora alla colonna sonora.
Ha anche inciso One Last Goodbye per la colonna sonora del film The Banger Sisters. Ha anche eseguito una cover del celebre brano di Jimi Hendrix The Wind Cries Mary, inclusa nella colonna sonora di The Adventures of Ford Fairlane.
Esegue l'assolo nel brano Misery, dall'album Missundaztood, cantato da Pink assieme a Steven Tyler.
Sambora ha scritto e suonato nel terzo album dell'artista australiano Shannon Noll, intitolato Turn It Up.
Richie appare inoltre, nel ruolo di Mick Silver, nel film On the Line del 2001.

## Discografia

### Solista
- 1991 - Stranger in This Town
- 1998 - Undiscovered Soul
- 2012 - Aftermath of the Lowdown

### Bon Jovi
- 1984 - Bon Jovi
- 1985 - 7800º Fahrenheit
- 1986 - Slippery When Wet
- 1988 - New Jersey
- 1992 - Keep the Faith
- 1995 - These Days
- 2000 - Crush
- 2002 - Bounce
- 2003 - This Left Feels Right
- 2005 - Have a Nice Day
- 2007 - Lost Highway
- 2009 - The Circle
- 2013 - What About Now

### RSO
- 2017 - Rise (EP)
- 2018 - Radio Free America

### Shark Frenzy
- 2004 - Shark Frenzy

### Partecipazioni
- 1987 - Cher - Cher
- 1989 - Alice Cooper - Trash
- 1991 - The Bloody Stools - Meet the Bloody Stools
- 1991 - Desmond Child - Discipline
- 1993 - Paul Rodgers - Muddy Water Blues: A Tribute To Muddy Waters
- 1993 - Rockhead - Rockhead
- 1995 - Message - Message
- 1996 - Bad Company - Stories Told & Untold
- 1996 - Horizontal Ladies Club - Horizontal Ladies Club
- 1997 - Vari artisti - Merry Axemas: A Guitar Christmas
- 1998 - Vari artisti - Guitars That Rule the World
- 1998 - Stuart Smith - Heaven and Earth
- 2004 - Stuart Smith - A Taste of Heaven

## Riconoscimenti
- Songwriters Hall of Fame (2009) (assieme a Jon Bon Jovi)
- Rock and Roll Hall of Fame (2018) (reunion completa di tutti i membri, dall'anno della fondazione ad oggi)